# Monte Aprazível
Monte Aprazível es un municipio brasileño del estado de São Paulo. Se localiza a una latitud 20º46'21" sur y a una longitud 49º42'51" oeste, estando a una altitud de 475 metros. La ciudad tiene una población de 21.746 habitantes (IBGE/2010). Monte Aprazível pertenece a la Microrregión de Nhandeara.
Posee un área de 496,9 km².

## Historia
- Fundación: 10 de marzo de 1929

## Geografía

### Demografía
Datos del Censo - 2010
Población total: 21.746
- Urbana: 19.803
- Rural: 1.943
- Hombres: 10.814[6]
- Mujeres: 10.932

Densidad demográfica (hab./km²): 43,76
Datos del Censo - 2000
Mortalidad infantil hasta 1 año (por mil): 12,19
Expectativa de vida (años): 73,31
Tasa de fertilidad (hijos por mujer): 1,92
Tasa de alfabetización: 90,12%
Índice de Desarrollo Humano (IDH-M): 0,808
- IDH-M Salario: 0,739
- IDH-M Longevidad: 0,805
- IDH-M Educación: 0,880

(Fuente: IPEADATA)

### Hidrografía
- Represa Lavínio Luchesi
- Río São José dos Dourados
- Río Agua Limpia

### Carreteras
- SP-310 - Feliciano Sales Cunha

## Administración
- Prefecto: Wanderley José Cassiano Sant'anna (PTB) (2009/2012)
- Viceprefecto: Extinto el Cargo en 02/03/2011
- Presidente de la cámara: Jean Winicius Vieira (PSC) (2011/2012)